# 박준금
박준금(朴俊錦, 1961년 8월 28일(음력 7월 29일) ~ )은 대한민국의 배우이다.

## 생애

### 연예계 데뷔
춘천여자고등학교를 졸업한 후 경희대학교 예술대학 무용학과에 진학, 재학 중이던 당시 제5공화국 정부가 기획했던 대규모 문화 축제인 국풍81에 참가했다가 우연히 이를 눈여겨 본 KBS의 한 PD의 눈에 띄어 연예계에 첫발을 내디뎠다.
데뷔작은 1982년 KBS 2TV 주말연속극 《순애》였는데, 5월에 방영을 시작한 이 드라마는 당시 인기배우인 원미경이 주연으로 낙점되어 초반 2개월가량 분량이 넘어간 상태였다. 하지만 이 해 7월 경, 원미경이 불미스러운 사건에 휘말려 제작진에 의해 배역의 도중 교체가 결정되었고, 그 자리를 대신할 인물로 연기 경험이 전무했던 박준금이 선정되어 나머지 분량을 소화해 내었다.
당시에도 흔치 않았던 배우의 중도 교체 사태는 많은 논란을 불러 일으켰지만, 첫 작품부터 주역을 맡는 흔치 않은 기회의 주인공이 된 박준금은 이 해 12월 드라마가 종영될 때까지 6개월여간 남은 분량을 무사히 마치며 세간의 주목을 받았다.

### 전성기와 공백
데뷔 이후 꾸준하게 드라마와 영화에 출연해 오던 그의 인기가 최고조에 올랐을 때는 1987년 KBS 2TV 드라마 《사모곡》에 출연할 무렵이었다. 하지만 이 때를 즈음해서 결혼설이 불거졌고 이후 작품 활동이 뜸해지는 휴식기를 맞이하게 되었다. 1989년 KBS 1TV 드라마《토지》에 출연한 이후 2년여 간의 공백기를 가진 뒤 1991년 MBC 드라마 《내 마음은 호수》에 출연하기도 했지만 이후 사실상 연예 활동은 잠정 휴업 상태에 들어가게 되었다.

### 연예계 복귀 이후
10년이 넘는 시간 동안 서서히 사람들의 기억에서 멀어져 있던 그는, 2006년 SBS 드라마 《사랑과 야망》으로 방송활동을 전격 재개하기에 이른다. 이후 그간 알려져 있지 않던 그에 대한 근황이 하나둘 밝혀졌는데, 컴백을 한 지 얼마 되지 않아 이혼의 아픔을 겪었고, 그간 선친에게서 물려받은 재산으로 각종 사업을 하고 있음이 알려지게 되었다.
컴백 후 예전같지 않은 세월의 흐름을 실감하던 2010년, SBS 드라마 《시크릿 가든》에서 주원 역을 맡은 현빈의 엄마인 문분홍 역을 맡아 연기하면서 예전의 인기를 회복하는 데 성공했다. 기대 이상으로 공전의 히트를 기록한 드라마의 인기에 중요한 일익을 담당한 박준금은 한 언론과의 인터뷰에서 “‘시크릿 가든’은 배우로서 제2의 인생을 살게 해준 작품”이라고 언급했다.
이후 예능 프로그램과 시트콤으로 활동 영역을 넓히는 등 제 2의 전성기를 누리고 있다.

## 학력
- 중앙초등학교 (졸업)
- 유봉여자중학교 (졸업)
- 춘천여자고등학교 (졸업)(1980년)
- 경희대학교 예술대학 무용학과 (졸업)

## 출연작

### 영화
- 《사랑이 시작되는 날》(1985년) - 지다희 역
- 《여자정신대》(1985년)
- 《난 이렇게 산다우》(1985년)
- 《따귀 일곱대》(1987년)
- 《킹콩을 들다》(2009년) - 교장 선생님 역
- 《돌멩이의 꿈》(2009년) - 김순자 역
- 《헬머니》(2015년) - 장모 역

### 드라마
- 《순애》 (1982년, KBS2)
- 《보통 사람들》 (1984년, KBS1)
- 《즐거운 우리집》 (1985년, KBS2)
- 《사모곡》 (1987년, KBS2)
- 《토지》 (1987년, KBS1) - 유인실 역
- 《내 마음은 호수》 (1991년, MBC) - 문명희 역
- 《한명회》 (1994년, KBS2) - 혜빈 양씨 역
- 《서궁》 (1995년, KBS2) - 이이첨 부인 역
- 《사랑과 영혼》 (1999년, SBS)
- 《장희빈》 (2002년, KBS2) - 단의왕후 심씨의 어머니 역
- 《드라마시티 - 민들레는 피고지고》 (2005년, KBS2) - 강선생 역
- 《반올림 3》 (2006년, KBS2)
- 《거침없이 하이킥!》 (2006년, MBC) - 서민정 엄마 역
- 《사랑과 야망》 (2006년, SBS) - 홍조의 새어머니 역
- 《순옥이》 (2006년, KBS1) - 임예분 역
- 《날아오르다》 (2007년, SBS) - 이진희 역
- 《녹색마차》 (2009년, SBS) - 나보라 역
- 《그대, 웃어요》 (2009년, SBS) - 한세의 어머니 역
- 《세 자매》 (2010년, SBS) - 신숙자 역
- 《시크릿 가든》 (2010년, SBS) - 문분홍 역
- 《당신이 잠든 사이》 (2011년, SBS) - 장여사 역
- 《오작교 형제들》 (2011년~2012년, KBS2) - 남여경 역
- 《옥탑방 왕세자》 (2012년, SBS) - 왕고모 역
- 《KBS 드라마 스페셜 - 아트》 (2012년, KBS2) - 김이숙 역
- 《드라마의 제왕》 (2012년, SBS) - 강현민의 어머니 역 (특별출연)
- 《백년의 유산》 (2013년, MBC) - 도도희 역
- 《결혼의 여신》 (2013년, SBS) - 세경 모 역
- 《상속자들》 (2013년, SBS) - 정지숙 역
- 《응급남녀》 (2014년, tvN) - 윤성숙 역
- 《뻐꾸기 둥지》 (2014년, KBS2) - 배추자 역
- 《이혼변호사는 연애중》 (2015년, SBS) - 마동미 역
- 《가면》 (2015년, SBS) - 송여사 역
- 《당신을 주문합니다》 (2015년, SBS Plus) - 여국대 모 역
- 《풍선껌》 (2015년, tvN) - 이슬 모 역
- 《태양의 후예》 (2016년, KBS2) - 이치훈의 어머니 역
- 《기억》 (2016년, tvN) - 장미림 역
- 《다시 시작해》 (2016년, MBC) - 정미란 역
- 《월계수 양복점 신사들》 (2016년, KBS2) - 고은숙 역
- 《고호의 별이 빛나는 밤에》 (2016년, 중국 소후 닷컴) - 광고주 주 여사 역
- 《추리의 여왕》 (2017년, KBS2) - 박경숙 여사 역
- 《병원선》 (2017년, MBC) - 한희숙 역
- 《언니는 살아있다》 (2017년, SBS) - 추태수의 엄마 역
- 《추리의 여왕 2》 (2018년, KBS2) - 박경숙 여사 역
- 《같이 살래요》 (2018년, KBS2) - 우아미 역
- 《내사랑 치유기》 (2018년, MBC) - 김이복 역
- 《퍼퓸》 (2019년, KBS2) - 주희은 역
- 《두 번은 없다》 (2019년, MBC) - 도도희 역
- 《바람과 구름과 비》 (2020년, TV조선) - 이덕윤 역
- 《속아도 꿈결》 (2021년, KBS1) - 강모란 역
- 《스폰서》 (2022년, iHQ drama) - 이춘자 역 (특별출연)
- 《닥터 차정숙》 (2023년, JTBC) - 곽애심 역
- 《독수리 5형제를 부탁해!》 (2025년, KBS2) - 공주실 역

### 시트콤
- 《오~마이갓!》(2011년, SBS플러스)
- 《스탠바이》(2012년, MBC)

### 텔레비전 프로그램
- 《김연아의 키스 & 크라이》(2011년, SBS)
- 《라디오스타》(2011년,MBC)
- 《님과 함께》(2014년, JTBC)
- 《개그콘서트》(2015년, KBS 2TV)
- 《박원숙의 같이 삽시다》(2017~2018년, KBS 1TV)
- 《미스터리 음악쇼 복면가왕》(2021년, MBC)
- 《황금어장 라디오스타》(2022년, MBC)
- 《신상출시 편스토랑》(2022년, KBS 2TV)
- 《황금어장 라디오스타》(2023년, MBC)
- 《옥탑방의 문제아들》(2023년, KBS 2TV)
- 《강심장 VS》(2024년, SBS)

### 연극
- 《대원군》(1986년) - 숙의 금성 범씨 역

### CF
- 롯데제과 빼빼로

## 수상
- 2011년 SBS 연예대상 버라이어티부문 베스트 엔터테이너상
- 2018년 MBC 연기대상 연속극부문 여자 우수연기상 《내사랑 치유기》